# Provincia Woleu-Ntem
Provincia Woleu-Ntem este una dintre cele 9 unități administrativ-teritoriale de gradul I ale statului Gabon.